# 사진등급
사진등급(寫眞等級, Photographic magnitude)은 별의 밝기를 나타낼 때, 사람의 눈 대신 사진건판이 느끼는 밝기를 표시한 등급이다. 사진 건판은 별빛 중에서 푸른색에는 감도가 뛰어나고, 붉은색에는 약하다. 이 때문에 사람의 눈으로 볼 때 같은 밝기로 보이는 푸른색과 붉은색의 두 별을 사진으로 찍어보면 사진건판에는 푸른색 별이 더 밝게 나타난다. 사진건판으로 매긴 별의 사진등급은 m p로, 사람의 눈으로 보고 정한 별의 안시등급은 m v로 표시한다.

## 같이 보기
- 겉보기 등급
- 절대 등급

## 참고 자료
- 이 문서에는 다음커뮤니케이션(현 카카오)에서 GFDL 또는 CC-SA 라이선스로 배포한 글로벌 세계대백과사전의 내용을 기초로 작성된 글이 포함되어 있습니다.